# ウラまるカフェ
ウラまるカフェは2000年10月5日から2001年3月29日までTBSで放送されたバラエティトーク番組。
番組は一旦、2001年3月に終了するが、7か月後の2001年10月4日に帰ってきた!ウラまるカフェと改題し半年間放送された。

## 概要
薬丸裕英が司会を務めていた同局の朝の情報番組『はなまるマーケット』の名物ワンコーナー『はなまるカフェ』の深夜版。スポンサーには本家『はなまる』同様、ライオンが付いていた。
本家同様ゲストとトークを行うが、下ネタ・暴露ネタ等『はなまるカフェ』では決して放送されないような過激な発言が多いのが特徴である。司会の薬丸は自身をブラザー薬丸（薬丸の弟という設定で、サングラスをかけている）と名乗り進行にまわっていた。番組ロゴも薬丸と同様、通常のひまわりの顔にサングラスをかけたものが使用された。
ゲストもスキャンダル遍歴の多い芸能人等、本家ではキャスティングされないような人物が登場し、放送当時の『はなまる』レギュラーだった早見優や『はなまる』で司会を務める岡江久美子の夫である大和田獏、当時『はなまる』の裏番組であったフジテレビ系列の『とくダネ!』で司会を務めている小倉智昭もゲスト出演したことがある。

## 出演者
- ブラザー薬丸
- 豊田綾乃（TBSアナウンサー）
- 岡本恵理（「帰ってきた」以降出演するアシスタントガール。毎回様々なコスプレで登場した）

## 放送リスト

### ウラまるカフェ
| 各回   | 放送日                             | ゲスト                              |
| ------ | ---------------------------------- | ----------------------------------- |
| 第1回  | 2000年10月5日                      | 小倉智昭                            |
| 第2回  | 2000年10月12日                     | 大和田獏                            |
| 第3回  | 2000年10月19日                     | 早見優                              |
| 第4回  | 2000年10月26日                     | 水沢アキ                            |
| 第5回  | 2000年11月2日                      | 岸部四郎                            |
| 第6回  | 2000年11月9日                      | 愛染恭子                            |
| 第7回  | 2000年11月16日                     | 西川隆宏                            |
| 第8回  | 2000年11月23日                     | 浜田幸一                            |
| 第9回  | 2000年11月30日                     | 菊川怜                              |
| 第10回 | 2000年12月7日                      | 高須克弥                            |
| 第11回 | 2000年12月14日                     | 杉田かおる                          |
| 第12回 | 2000年12月21日                     | 金村義明                            |
| 第13回 | 2001年1月4日                       | 梨元勝、未公開トーク集              |
| 第14回 | 2001年1月11日                      | 中村うさぎ                          |
| 第15回 | 2001年1月18日                      | 石井和義                            |
| 第16回 | 2001年1月25日                      | 諸星和己                            |
| 第17回 | 2001年2月1日                       | コージー冨田                        |
| 第18回 | 2001年2月8日                       | 武田修宏                            |
| 第19回 | 2001年2月15日                      | 林葉直子                            |
| 第20回 | 2001年2月22日                      | せんだみつお                        |
| 第21回 | 2001年3月1日                       | 石井苗子                            |
| 第22回 | 2001年3月8日                       | そのまんま東（前編）                |
| 第23回 | 2001年3月15日                      | そのまんま東（後編）                |
| 第24回 | 2001年3月22日                      | なべやかん                          |
| 第25回 | 2001年3月29日（最終回、1時間拡大） | KAORUCO・大西結花・中村由真・杉浦幸 |

### 帰ってきた!ウラまるカフェ
| 各回   | 放送日                  | ゲスト                                           |
| ------ | ----------------------- | ------------------------------------------------ |
| 第26回 | 2001年10月4日           | 哀川翔                                           |
| 第27回 | 2001年10月11日          | 坂本ちゃん                                       |
| 第28回 | 2001年10月18日          | EVE                                              |
| 第29回 | 2001年10月25日          | 野村義男、渡辺英樹                               |
| 第30回 | 2001年11月1日           | 乙葉                                             |
| 第31回 | 2001年11月8日           | MANDY                                            |
| 第32回 | 2001年11月15日          | 大和龍門                                         |
| 第33回 | 2001年11月22日          | 武田久美子                                       |
| 第34回 | 2001年11月29日          | 田原俊彦                                         |
| 第35回 | 2001年12月6日           | 佐々木蔵之介                                     |
| 第36回 | 2001年12月13日          | 清水健太郎                                       |
| 第37回 | 2001年12月20日          | 中村愛美                                         |
| 第38回 | 2002年1月10日           | 内田春菊                                         |
| 第39回 | 2002年1月17日           | 安野モヨコ                                       |
| 第40回 | 2002年1月24日           | 南部虎弾                                         |
| 第41回 | 2002年1月31日           | 寺田農                                           |
| 第42回 | 2002年2月7日            | 市川実和子                                       |
| 第43回 | 2002年2月14日           | 山田美保子                                       |
| 第44回 | 2001年2月21日           | 宮本和知                                         |
| 第45回 | 2002年2月28日           | 和泉節子（前編）                                 |
| 第46回 | 2002年3月7日            | 和泉節子（後編）                                 |
| 第47回 | 2002年3月14日           | 野田義治（イエローキャブ社長）、MEGUMI、川村亜紀 |
| 第48回 | 2002年3月21日           | 岩井志麻子                                       |
| 第49回 | 2002年3月28日（最終回） | 清水ひとみ                                       |

## スタッフ

### ウラまるカフェ
- 企画：ブラザー薬丸
- オープニングテーマ曲：野村義男
- 構成：腰山一生／上下真三、鶴芳郎／本田水奈子
- CAM：五十嵐成治、金村健士
- VE：添田周希
- 技術協力：カラーテック、NAO
- 音効：和氣誠司
- EED：藤村潔美
- MA：野宮聡
- タイトル：安居院一展
- メイク：木村真弓
- デザイン：ねもとまさ乙
- 美術制作：河瀬郁子（CAVIN）
- AP：山田淳子
- AD：中武瑞代
- ディレクター：宗実隆夫、渡邉智子
- 演出：村上貴大
- プロデューサー：北川雅一（TBS-E）、金田武信（マドワーズ）
- 制作協力：MADWORDS
- 制作：TBSエンタテインメント
- 製作著作：TBS